# Wyczerpy Dolne
Wyczerpy Dolne – osiedle w Częstochowie wchodzące w skład dzielnicy Wyczerpy-Aniołów. Do 1952 roku samodzielna miejscowość.
Od zachodu osiedle sąsiaduje z Aniołowem, od wschodu z Wyczerpami Górnymi. Główną arterią osiedla jest ulica Warszawska mająca status drogi krajowej nr 91.

## Historia
Wieś Wyczerpy została założona w 1356 roku. Z czasem wyodrębnił się podział na Wyczerpy Dolne i Wyczerpy Górne. W 1894 roku Wyczerpy Dolne liczyły 37 domów i 286 mieszkańców. Miejscowość należała do gminy Grabówka.
W 1896 roku Izydor Geisler wybudował w Wyczerpach Dolnych hutę szkła kryształowego Paulina. Miejscowość zaczęła tracić charakter wsi rolniczej, stając się osadą fabryczną.
1 lipca 1952 roku miejscowość została włączona do Częstochowy.